# Generale di squadra aerea
Generale di squadra aerea è un grado ricoperto da un ufficiale generale posto al comando di una squadra aerea. Il grado ha origine dal sistema francese ed è utilizzato dall'Aeronautica Militare Italiana, da Armée de l'Air francese e da numerose aviazioni di paesi francofoni. Normalmente il grado è superiore al generale di divisione aerea e inferiore al generale d'armata aerea. 

## Italia
Il generale di squadra aerea è il grado più alto degli ufficiali generali, dell'Aeronautica Militare Italiana. Il grado è equivalente nelle altre forze armate al Generale di corpo d'armata dell'Esercito e dell'Arma dei Carabinieri e all'Ammiraglio di squadra della Marina Militare. Nei corpi tecnici dell'Aeronautica Militare il grado equivalente è Generale ispettore capo.

### Regia Aeronautica
Nella Regia Aeronautica il grado di Generale di squadra aerea era superiore al grado di generale di divisione aerea e inferione al grado di generale di squadra aerea designato d'armata e al grado di generale d'armata aerea.
Il distintivo di grado del generale d'armata aerea era uguale all'attuale generale di squadra aerea dell'Aeronautica Militare.
Il grado di generale d'armata aerea istituito nel 1933 con R.D.L. 29 luglio 1933 insieme a quello di Maresciallo dell'aria.
Il grado di generale d'armata aerea poteva essere conferito esclusivamente in tempo di guerra ai generali di squadra aerea investiti del comando di una armata aerea. Il grado poteva essere conferito esclusivamente in tempo di guerra ai generali di squadra investiti del comando di una armata aerea. In tempo di pace si poteva procedere alla designazione di eventuali generali d'armata in guerra fra i generali di squadra. La designazione aveva luogo su proposta del Ministro per l'aeronautica, sentito il consiglio dei Ministri.
Il generale di squadra designato generale di armata prendeva posto nel ruolo prima dei generali di squadra.
Lo stesso decreto stabiliva, all'articolo 4, che il numero dei generali di squadra previsto dalla legge 6 gennaio 1931 n. 98, veniva elevato da 5 a 7, dei quali due designati di armata aerea.
Dopo la proclamazione della Repubblica i gradi digenerale di squadra aerea designato d'armata e al grado di generale d'armata aerea sono stati soppressi.

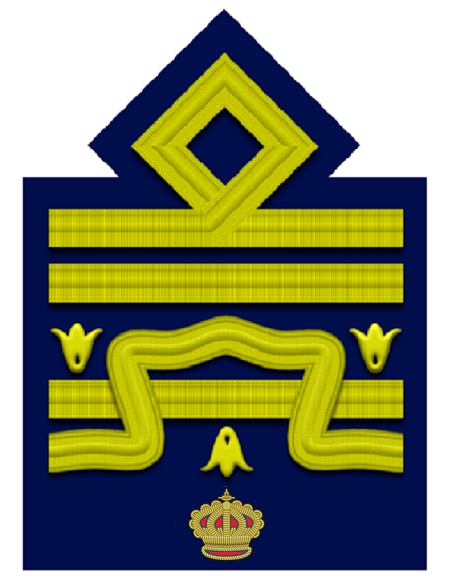
Distintivo di grado di generale di squadra aerea della Regia Aeronautica
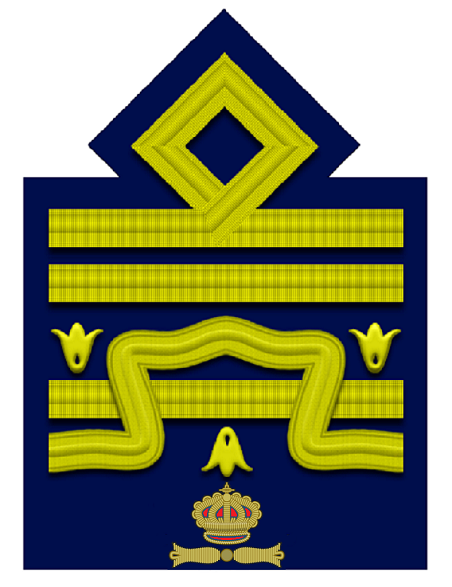
Paramano di generale designato d'armata aerea
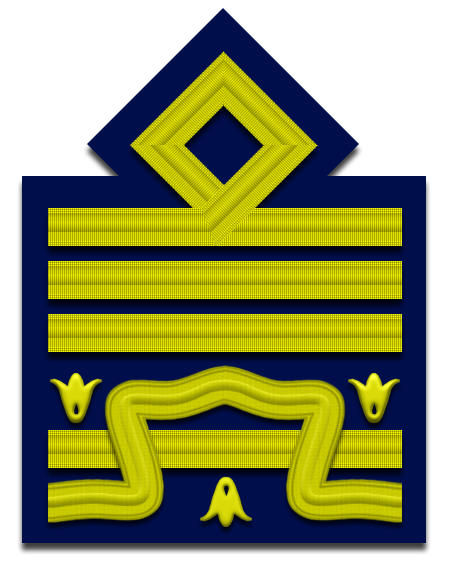
Paramano di generale d'armata aerea

### Generale di squadra aerea con incarichi speciali
Il generale di squadra aerea nominato capo di stato maggiore dell'Aeronautica Militare o segretario generale della difesa, pur non essendo prevista alcuna promozione al grado superiore, viene posto gerarchicamente al di sopra degli altri generali di squadra aerea.
Il Generale di squadra aerea che riceve la nomina a capo di stato maggiore della difesa, assume il grado di generale, senza altra specificazione. Il grado di generale o ammiraglio, senza altra specificazione, è stato introdotto nel 1997 al fine di investirne coloro che assumevano l'incarico di capo di Stato Maggiore della Difesa, incarico che può essere assunto solo da coloro che provengono dai ranghi dell'Esercito Italiano, della Marina Militare e dell'Aeronautica Militare.
Per quanto riguarda l'Aeronautica Militare può ricevere la nomina di capo di stato maggiore della difesa un generale di squadra aerea con incarichi speciali, o anche un generale di squadra aerea.

### Distintivo
Il distintivo di grado di generale di squadra aerea dell'Aeronautica Militare è costituito da una losanga, da due binari e una greca.
Il distintivo di grado di generale di squadra aerea con incarichi speciali è costituito da una losanga, tre binari e una greca, dove parte della losanga è bordata di rosso, a significare l'incarico speciale.
Nelle forze armate italiane la bordatura di rosso di elementi del distintivo di grado rappresenta un incarico od una funzione del grado superiore, per questo motivo i capi di stato maggiore dell'Aeronautica Militare restano sempre generali di squadra aerea. L'uso degli elementi aggiuntivi ai distintivi di grado è limitato al periodo di permanenza nella funzione o nella carica.

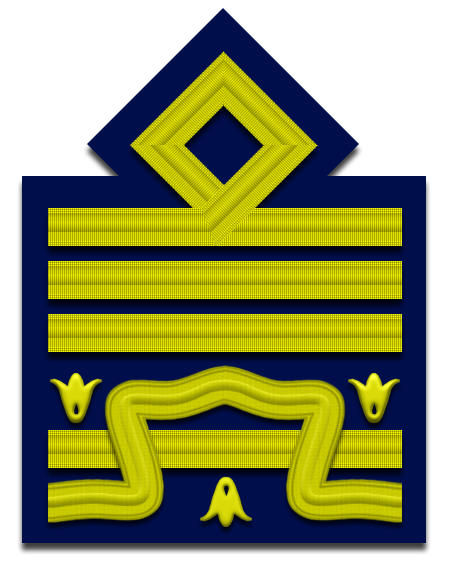
Distintivo di grado di generale di squadra aerea o generale ispettore capo per i Corpi tecnici
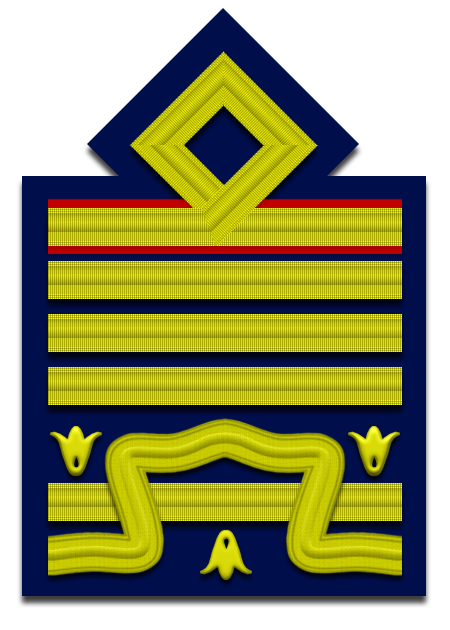
Distintivo di grado di generale di squadra aerea con incarichi speciali dell'Aeronautica Militare
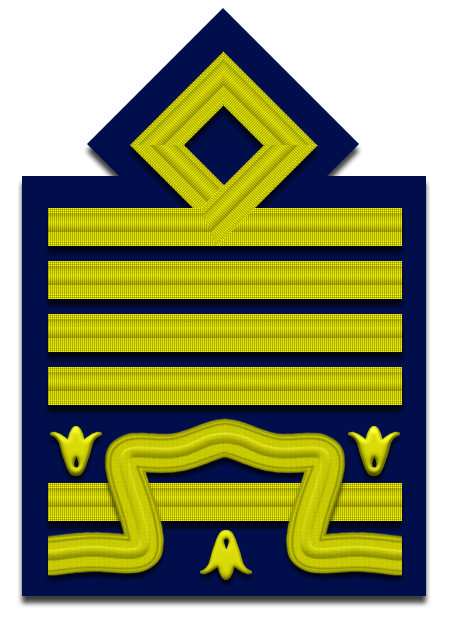
Distintivo di grado di generale dell'Aeronautica Militare Capo di stato maggiore della difesa

## Omologhi nel mondo
Nelle forze aeree mondiali il grado omologo ha varie denominazioni: nella United States Air Force e nella maggior parte dei della NATO il grado è Tenente generale.
nella Royal Air Force  il grado omologo è Maresciallo dell'aria, in uso anche nella maggior parte dei paesi del Commonwealth, nonché di altri paesi che hanno adottato il sistema britannico, mentre nelle Forze aerospaziali  russe e nella maggior parte delle forze aeree dei paesi dell'ex blocco sovietico e della ex Jugoslavia il grado è quello di colonnello generale.
La Royal Canadian Air Force nonostante il Canada faccia parte del Commonwealth ha utilizzato il grado di maresciallo dell'aria fino all'unificazione delle forze armate del 1968, quando l'aeronautica adottò il sistema di gradi dell'esercito sostituendo la denominazione del grado di maresciallo dell'aria con quella di tenente generale. In precedenza la denominazione del grado era Air Marshal in inglese e Maréchal de l'air in francese.
In alcune aviazioni militari il grado è generale dell'aria o generale di aviazione, come nell'aeronautica militare egiziana e nei paesi arabi (arabo: فريق طيار; translitterato: Fārīq tyar), essendo l'Egitto un paese militarmente di tradizione britannica. 
Nella Fuerza Aerea cilena il grado è General de Aviación. 
Nell'aviazione militare greca il grado omologo è Tenente generale dell'aria (greco: Αντιπτέραρχος; translitterato: Antiptérarchos), essendo anche la Grecia un paese militarmente di tradizione britannica.
Nella Fuerza Aerea Argentina il grado omologo è Brigadier Mayor.
Nella Força Aérea Brasileira il grado omologo è Tenente-brigadeiro.